# Aaron Armstrong
Aaron Armstrong (Houston, Estados Unidos, 14 de octubre de 1977) es un atleta trinitense de origen estadounidense, especializado en la prueba de 4 x 100 m en la que llegó a ser subcampeón olímpico en 2008.

## Carrera deportiva
En los JJ. OO. de Pekín 2008 ganó la medalla de plata en los relevos 4 x 100 metros, con un tiempo de 38.06 segundos, por delante de los japoneses (Jamaica había quedado en primera posición pero fueron descalificados por dopaje), siendo sus compañeros de equipo: Keston Bledman, Marc Burns, Emmanuel Callender y Richard Thompson.